# Guyandotte River
Guyandotte (ang. Guyandotte River) – rzeka w amerykańskim stanie Wirginia Zachodnia, dopływ Ohio River.